# Mai dire Banzai
Mai dire Banzai è stato un programma satirico trasmesso su Italia 1 dal 1º luglio 1989 al 16 settembre 1991 al sabato in seconda serata alle 22:30, spostato alla domenica nella terza edizione (più volte è stato replicato), e ha portato al successo televisivo il trio della Gialappa's Band. Il programma, il cui titolo fu ideato da Giorgio Gherarducci, avrebbe dovuto inizialmente intitolarsi Di imbecilli è pieno il mondo, ed era interamente costruito montando immagini di due giochi televisivi giapponesi: Takeshi's Castle (風雲!たけし城?, Fūun! Takeshi Jō), condotto da Takeshi Kitano e trasmesso da TBS, e The Gaman (che invece è un programma di Fuji TV), sovrapponendoci il commento umoristico del trio.
- La prima puntata della prima stagione è andata in onda il 1º luglio 1989 alle 22:20 e ha segnato l'inizio dell'era dei programmi targati Mai dire.... La prima stagione si è conclusa dopo sette puntate il 26 agosto 1989.
- La seconda stagione è iniziata il 14 luglio 1990 ed è terminata il 25 agosto 1990 dopo sette puntate.
- La terza stagione è iniziata il 16 giugno 1991[1] e vede lo spostamento alla domenica e l'anticipo di orario alle ore 20. Le puntate, a cadenza settimanale fino al 4 agosto 1991, diventano giornaliere dal 5 agosto mentre dal 31 agosto, occasionalmente, lascia spazio a Mai dire Gol e Mai dire TV, al sabato, domenica e lunedì.

## Descrizione
Marco Santin e Giorgio Gherarducci fingevano di essere gli esperti in collegamento dal Giappone, con il secondo a proporre inarrivabili traduzioni dal giapponese, e Carlo Taranto la controparte italiana, puntualmente sbigottita delle cose che gli venivano riferite dai due "inviati".
I dirigenti Mediaset avevano acquistato i diritti dei programmi giapponesi pensando di realizzare una trasmissione con la conduzione di Claudio Lippi, conduttore di Giochi senza frontiere. Si erano però presto resi conto che le immagini dei giochi giapponesi non erano adatte a quel genere di conduzione; venne così creato questo particolare mix dei 2 programmi, che ha dato il via al fortunato marchio "Mai dire...".
La sigla di chiusura era accompagnata da immagini dei due giochi, con il sottofondo della Madama Butterfly.
Alcuni personaggi di Mai dire Banzai:
- Mashiro Tamigi alias il testone (bambola di Takeshi Kitano)
- Gennaro Olivieri (Takeshi Kitano)
- Guido Pancaldi (Saburo Ishikura)
- Lippo Lippi (Masaru Doi)
- Cippa Lippa (Kikko Matsuoka)
- Generale Putzerstofen/Tony Binarelli (Hayato Tani)
- Pokoto Pokoto (Shingo Yanagisawa)
- Jovanotti giapponese (Michiru Jo)
- Sakamoto Iwao: vincitore di tutte le gare e del conseguente assegno da un milione di sberle (in realtà di yen).

Kikko Matsuoka risulta presente in entrambi i programmi: oltre a condurre The Gaman, è apparsa in alcuni giochi di Takeshi's Castle per incoraggiare Hayato Tani, suo marito nella realtà.